# 長野県立飯山北高等学校
もしかして
- 長野県飯山北高等学校

ではありませんか？